# سامرفیلد (مریلند)
سومرفیلد (به انگلیسی: Summerfield) شهری در ایالت مریلند کشور ایالات متحده آمریکا است که جمعیت آن در سرشماری سال ۲۰۱۰ میلادی، ۱۰٬۸۹۸ نفر بوده‌است.